# Chotusice
Obec Chotusice (německy Chotusitz) se nachází v okrese Kutná Hora, kraj Středočeský, asi 4 km severně od města Čáslav. Žije zde 805 obyvatel. Součástí obce je i vesnice Druhanice. Při východním okraji obce protéká říčka Brslenka, na horním toku nazývaná také Čáslavka, která je levostranným přítokem řeky Doubravy.

## Historie
První písemná zmínka o vsi pochází z roku 1142. V blízkosti proběhla v roce 1742 prusko-rakouská bitva u Chotusic.

### Územněsprávní začlenění
Dějiny územněsprávního začleňování zahrnují období od roku 1850 do současnosti. V chronologickém přehledu je uvedena územně administrativní příslušnost obce v roce, kdy ke změně došlo:
- do 1849 země česká, kraj Čáslav, soudní okres Čáslav
- 1850 země česká, kraj Pardubice, politický okres Kutná Hora, soudní okres Čáslav[4]
- 1855 země česká, kraj Čáslav, soudní okres Čáslav
- 1868 země česká, politický i soudní okres Čáslav
- 1939 země česká, Oberlandrat Kolín, politický i soudní okres Čáslav[5]
- 1942 země česká, Oberlandrat Praha, politický i soudní okres Čáslav[6]
- 1945 země česká, správní i soudní okres Čáslav[7]
- 1949 Pardubický kraj, okres Čáslav[8]
- 1960 Středočeský kraj, okres Kutná Hora
- 2003 Středočeský kraj, obec s rozšířenou působností Čáslav

### Rok 1932
V městysi Chotusice (přísl. Druhanice, 1253 obyvatel, telegrafní úřad, telefonní úřad, poštovna, katol. kostel, živnostenské společenstvo) byly v roce 1932 evidovány tyto živnosti a obchody: lékař, cihelna, obchod s dobytkem, holič, 5 hostinců, kolář, 3 kováři, 2 krejčí, výroba lihovin, mlýn, 2 obuvníci, pekař, výroba poživatin, 10 rolníků, 5 řezníků, 8 obchodů se smíšeným zbožím, spořitelní a záložní spolek v Chotusicích, 3 trafiky, 2 truhláři, zámečník.

## Pamětihodnosti
- Kostel svatého Václava
- Kříž s reliéfem svatého Floriána
- Socha svatého Donáta na náměstí
- Socha svatého Floriána v jihovýchodní části obce
- klasicistní budova bývalého děkanství

## Ostatní zajímavosti
Těsně za jihozápadním okrajem zastavěného území, ale již v sousedním katastrálním území Čáslav, je vojenské letiště, kde sídlí 21. základna taktického letectva Armády České republiky.
Severně od obce se nachází přírodní památka Kamajka.

## Doprava
Dopravní síť
- Pozemní komunikace – Do obce vedou silnice III. třídy. Ve vzdálenosti 1 km vede silnice II/338 silnice I/2 – Žehušice – Čáslav – Zbýšov.

- Železnice – Železniční trať ani stanice na území obce nejsou.

Veřejná doprava 2011
- Autobusová doprava – V obci měla zastávku příměstská autobusová linka Čáslav – Bernardov – Chvaletice (v pracovní dny 7 spojů) (dopravce Veolia Transport Východní Čechy, a. s.). O víkendu byla obec bez dopravní obsluhy.